# Danny O'Donoghue
Danny O'Donoghue nascut Daniel John Mark Luke O'Donoghue (3 d'octubre de 1980 a Dublín), és un cantant i compositor irlandès de la banda The Script.
El primer senzill de The Script, We Cry va ser escrit sobre diferents tipus de persones que va conèixer. Danny va ser el membre original d'una banda dels 90 anomenada MyTown després d'haver signat per $15 milions de dòlars per a Universal Records el 1999. També ha treballat com a productor als Estats Units amb el seu company Mark Sheehan. El 2012 Danny va formar part com a jurat de la primera temporada del show talent The Voice UK a la seva versió britànica, estant la directa competència de l'estel·lar X Factor creat pel reconegut productor musical Simon Cowell.